# Vandenboomia
Vandenboomia is een geslacht van korstmossen behorend tot de familie Ramalinaceae. De typesoort is Vandenboomia chlorotiza.

## Soorten
Volgens Index Fungorum bevat het geslacht twee soorten (peildatum februari 2023):
| Soortnaam               | Auteur(s)                                                      | Publicatiejaar |
| ----------------------- | -------------------------------------------------------------- | -------------- |
| Vandenboomia chlorotiza | (Nyl.) S.Y. Kondr.                                             | 2019           |
| Vandenboomia falcata    | (van den Boom, M. Brand, Coppins, Magain & Sérus.) S.Y. Kondr. | 2019           |